# A de Carlos Magno
O "A" de Carlos Magno é uma peça de ourivesaria, tradicionalmente descrita como um relicário, do acervo da igreja abacial de Sainte-Foy, em Conques, na França. A peça é construída por tiras de madeira cobertas por prata dourada, com um medalhão circular em seu topo segurando um quartzo, cercado por tracerias de filigranas e gemas. Na base, contém as figuras em baixo-relevo de dois anjos segurando incensários.
Não se tem certeza da data de fabricação, da função e da aparência originais do objeto. Uma inscrição na base da relíquia refere-se a um abade Bego (ou Bégon). De acordo com os registros da igreja, houve três abades desse nome na igreja, cada um deles no final dos séculos IX, X e XI. Por conta dessa inscrição, estudiosos apontam a provável origem do objeto como esse período.
Documentos medievais como o Mirabilis Liber e outras fontes lendárias apontam que o Imperador Carlos Magno teria fundado 24 mosteiros durante seu reinado, um para cada letra do alfabeto, e presenteou cada um deles com uma letra do alfabeto. Sainte-Foy, por sua predileção, teria sido presenteada com a primeira letra do alfabeto, o "A". Entretanto, não se tem notícia das demais letras e a semelhança do objeto com a letra é vaga, já que o traço horizontal não está presente.